# El drac màgic
El drac màgic (títol internacional en anglès, The Dragon Spell; en ucraïnès, Микита Кожум'яка) és una pel·lícula de fantasia d'animació ucraïnesa en 3D dirigida per Manuk Depoian basada en el conte de fades homònim d'Antona Sianiki. La pel·lícula parla del petit Nicky, el fill d'un heroi, que salva el món màgic i dels humans. S'ha doblat i subtitulat al català.
L'estrena de la pel·lícula a Ucraïna va tenir lloc el 13 d'octubre de 2016. L'agost de 2017, la cinta va participar en la selecció de les pel·lícules ucraïneses per l'Oscar a la millor pel·lícula de parla no anglesa. La majoria dels crítics van definir-la una obra tècnicament obsoleta i excessivament clixé.